# Гласдейл, Уильям
Уильям Гласдейл (...—1429), также известный как Класидас или Класдас, был английским капитаном в конце Столетней войны.

## Смерть при осаде Орлеана
Во время осады Орлеана (октябрь 1428 — май 1429), в то время как последний британский командующий крепости Турнель  обращался с вершины крепости, Жанна д’Арк в ответ на письмо («Класидас! Класидас! подчинись, подчинись Королю Небес! Вы назвали меня шлюхой, но я имею большую жалость к вашей душе и к вашим людям»), которое она послала к англичанам с просьбой снять осаду Орлеана. В ходе боевых действий, тяжеловооружённый, он упал со стены в Луару и утонул. Вскоре  состоялось взятие крепости Турнель французами во главе с Жанной д’Арк.